# Paul Brakefield
Paul Martin Brakefield FRS (Woking, 31. svibnja 1952.) je britanski evolucijski biolog i profesor zoologije na Sveučilištu u Cambridgeu, gdje je također direktor Muzeja zoologije i suradnik Collegea Trinity. Prethodno je držao Katedru za evolucijsku biologiju na Sveučilištu u Leidenu u Nizozemskoj, a bio je predsjednik Londonskog Linneovog društva od 2015. do 2018. godine. Najpoznatiji je po svojim istraživanjima lažnih očiju kod leptira. 

## Karijera
Godine 1987., Brakefield postaje profesor evolucijske biologije na Sveučilištu Leiden. Godine 2010. napušta Leiden nakon što je 23 godine služio kao profesor i postao ravnatelj Muzeja zoologije Sveučilišta u Cambridgeu. 2011. godine Brakefield je izabran za stipendista Trinity Collegea u Cambridgeu. 22. svibnja 2015. Brakefield je postao predsjednik Londonskog Linneovog društva, obnašajući dužnost do svibnja 2018.

## Istraživanje
Brakefield uglavnom radi s leptirima i insektima. Među ostalim temama njegovo istraživanje fokusira na lažne oči kod leptira, posebno Bicyclus anynana. Vrsta leptira Bicyclus brakefieldi dobila je ime po njemu. 

## Priznanja i nagrade
Brakefield je izabran za člana Kraljevskog društva 2010. godine. Godine 2011., izabran je za stranog člana Kraljevske akademije znanosti i umjetnosti Kraljevine Nizozemske., a 2014.  za člana Europske organizacije za molekularnu biologiju.